# Pisolithus hypogaeus
Pisolithus hypogaeus är en svampart som beskrevs av S.R. Thomas, Dell & Trappe 2003. Pisolithus hypogaeus ingår i släktet Pisolithus och familjen rottryfflar.   Inga underarter finns listade i Catalogue of Life.